# 葉原信号場
葉原信号場（はばらしんごうじょう）は、かつて北陸本線に存在した日本国有鉄道の信号場である。

## 概要
葉原トンネルをサミットとする25‰に対して設置された。旧線新保 - 今庄の各駅間は標高は大差ないが途中の葉原トンネル前後と山中トンネル前後区間に25‰区間を有するため、当初の複線化案では在来線を盤下げし腹付けする案であったが、これだと深山 - 新保間に25‰区間が残ってしまう。下りループ線を設置する方法もあったはずだが技術畑の関心は今庄 - 中之郷もしくは今庄 - 敦賀間に長大トンネルを思い切って開削する方向に向いていった。

## 歴史
- 1896年（明治29年）7月15日：国有鉄道 敦賀 - 福井間開通。
- 1919年（大正8年）11月25日：新保 - 杉津間に葉原信号所を開設[1]。
- 1922年（大正11年）4月1日：葉原信号場に改称[1]。
- 1962年（昭和37年）
  - 6月9日：北陸トンネル正式開通に先立ち、線路付け替えのため朝ラッシュをもって業務終了。
  - 6月10日：廃止[1][2]。

## 構造
葉原トンネル南ポータルの本線東側に敦賀方引き込み線3本。本線西側にトンネルを迂回する形で今庄方引き込み線1本。
- 葉原トンネル北ポータルからは風光明媚な景色が広がるが実は断崖絶壁に近いところで旧線は人為的過失による事故こそなかったが雪崩が通行中の列車を谷底にたたき落す雪害も記録には残っている。
- 両坑口には黒田清隆の筆になる「永世無窮」と「與国咸休」の額が掲げられていた。現在は長浜鉄道スクエアに移設展示されている。

## 跡地
本線は現・敦賀市道に、上下引き込み線は北陸自動車道に転用された。

## 隣の駅
日本国有鉄道
北陸本線
新保駅 - 葉原信号場 - 杉津駅